# Zwinisława Wsiewołodowna
Zwinisława Wsiewołodowna, także Zwinisława Wszewołodówna (zm. między 1155 a 1160) – księżniczka kijowska z dynastii Rurykowiczów, córka księcia kijowskiego Wsiewołoda II Olegowicza.

## Życiorys
W 1142 poślubiła Bolesława I Wysokiego, najstarszego syna Władysława II Wygnańca, ówczesnego polskiego księcia senioralnego. Wzmiankę o zawarciu tego małżeństwa zawiera Latopis hipacki pod rokiem 1141 i 1142. Zdaniem części badaczy w 1141 doszło do układu małżeńskiego, zaś właściwe zaślubiny rok później. Z małżeństwa Zwinisławy i Bolesława pochodziło dwoje dzieci:
- Jarosław – książę opolski i biskup wrocławski,
- Olga śląska (zm. 27 czerwca 1175–1180).

Data zgonu Zwinisławy nie jest znana. Zmarła z całą pewnością po 1155, najprawdopodobniej po 30 maja 1159, gdyż dopiero od tego czasu Schulpforte stała się miejscem pochówku członków śląskiej linii Piastów. Zgodnie z jednym ze źródeł Zwinisława została pochowania właśnie w tamtejszym klasztorze cystersów. Brak wzmianek o zgonie księżnej w polskich źródłach świadczy, że zmarła ona przed powrotem męża do Polski, a więc przed 1163.

### Genealogia
| Oleg Michał ur. ok. 1055 zm. 28 X 1138 | Oleg Michał ur. ok. 1055 zm. 28 X 1138 |                             |                             | NN ur. ? zm. ? | NN ur. ? zm. ? |  |  | Mścisław I Harald ur. II 1076 zm. 15 IV 1132 | Mścisław I Harald ur. II 1076 zm. 15 IV 1132 |                   |                   | Krystyna ur. ? zm. ? | Krystyna ur. ? zm. ? |
|                                        |                                        |                             |                             |                |                |  |  |                                              |                                              |                   |                   |                      |                      |
|                                        |                                        |                             |                             |                |                |  |  |                                              |                                              |                   |                   |                      |                      |
|                                        |                                        | Wsiewołod II ur. ? zm. 1146 | Wsiewołod II ur. ? zm. 1146 |                |                |  |  |                                              |                                              | Maria ur. ? zm. ? | Maria ur. ? zm. ? |                      |                      |
|                                        |                                        |                             |                             |                |                |  |  |                                              |                                              |                   |                   |                      |                      |
|                                        |                                        |                             |                             |                |                |  |  |                                              |                                              |                   |                   |                      |                      |
|                                        |                                        |                             |                             |                |                |  |  |                                              |                                              |                   |                   |                      |                      |

|                  |                  | Bolesław I Wysoki ur. 1127 zm. 7 lub 8 XII 1201 OO 1141 lub 1142 | Bolesław I Wysoki ur. 1127 zm. 7 lub 8 XII 1201 OO 1141 lub 1142 | Zwinisława Wsiewołodowna (ur. ?, zm. w okr. 1155–1160) | Zwinisława Wsiewołodowna (ur. ?, zm. w okr. 1155–1160) |  |  |  |  |
|                  |                  |                                                                  |                                                                  |                                                        |                                                        |  |  |  |  |
|                  |                  |                                                                  |                                                                  |                                                        |                                                        |  |  |  |  |
|                  |                  |                                                                  |                                                                  |                                                        |                                                        |  |  |  |  |
| Olga ur. ? zm. ? | Olga ur. ? zm. ? | Jarosław ur. w okr. 1143–1160 zm. 22 III 1201                    | Jarosław ur. w okr. 1143–1160 zm. 22 III 1201                    |                                                        |                                                        |  |  |  |  |